# Narciarstwo alpejskie na Zimowych Igrzyskach Olimpijskich 2018
Narciarstwo alpejskie na Zimowych Igrzyskach Olimpijskich 2018 – jedna z dyscyplin rozgrywanych podczas igrzysk w Korei Południowej w dniach 11–24 lutego 2018. Zawody odbyły się w jedenastu konkurencjach: zjeździe, supergigancie, slalomie, slalomie gigancie i superkombinacji kobiet i mężczyzn oraz – po raz pierwszy na zimowych igrzyskach olimpijskich – drużynowych.

## Kwalifikacje
Liczba miejsc do obsadzenia na igrzyskach została ustalona przez Międzynarodowy Komitet Olimpijski. W zawodach mogło wziąć udział maksymalnie 320 zawodników i zawodniczek. Narodowy komitet olimpijski mógł wystawić maksymalnie 22 reprezentantów (w tym maksymalnie 14 jednej płci). W zawodach drużynowych można było wystawić tylko jedną drużynę.

## Terminarz
Oficjalny terminarz igrzysk.
| Data      | Godzina                        | Konkurencja              |
| --------- | ------------------------------ | ------------------------ |
| 11 lutego | 11:00 (UTC+09:00) / 3:00 (CET) | Zjazd mężczyzn           |
| 12 lutego | 10:15 (UTC+09:00) / 2:15 (CET) | Slalom gigant kobiet     |
| 12 lutego | 13:45 (UTC+09:00) / 5:45 (CET) | Slalom gigant kobiet     |
| 13 lutego | 11:30 (UTC+09:00) / 3:30 (CET) | Superkombinacja mężczyzn |
| 13 lutego | 15:00 (UTC+09:00) / 7:00 (CET) | Superkombinacja mężczyzn |
| 14 lutego | 10:15 (UTC+09:00) / 2:15 (CET) | Slalom kobiet            |
| 14 lutego | 13:45 (UTC+09:00) / 5:45 (CET) | Slalom kobiet            |
| 15 lutego | 11:00 (UTC+09:00) / 3:00 (CET) | Supergigant mężczyzn     |
| 17 lutego | 11:00 (UTC+09:00) / 3:00 (CET) | Supergigant kobiet       |
| 18 lutego | 10:15 (UTC+09:00) / 2:15 (CET) | Slalom gigant mężczyzn   |
| 18 lutego | 13:45 (UTC+09:00) / 5:45 (CET) | Slalom gigant mężczyzn   |
| 21 lutego | 11:00 (UTC+09:00) / 3:00 (CET) | Zjazd kobiet             |
| 22 lutego | 10:15 (UTC+09:00) / 2:15 (CET) | Slalom mężczyzn          |
| 22 lutego | 13:45 (UTC+09:00) / 5:45 (CET) | Slalom mężczyzn          |
| 23 lutego | 11:00 (UTC+09:00) / 3:00 (CET) | Superkombinacja kobiet   |
| 23 lutego | 14:30 (UTC+09:00) / 6:30 (CET) | Superkombinacja kobiet   |
| 24 lutego | 11:00 (UTC+09:00) / 3:00 (CET) | Zawody drużynowe         |

## Medaliści
| Konkurencja      | Złoto                                                                            | Czas                                                                             | Srebro                                                                               | Czas                                                                                 | Brąz | Czas |
| Mężczyźni        |                                                                                  |                                                                                  |                                                                                      |                                                                                      | | |
| Zjazd            | Aksel Lund Svindal                                                               | 1:40,25                                                                          | Kjetil Jansrud                                                                       | 1:40,37                                                                              | Beat Feuz | 1:40,43 |
| Slalom           | André Myhrer                                                                     | 1:38,99                                                                          | Ramon Zenhäusern                                                                     | 1:39,33                                                                              | Michael Matt                                                                                                 | 1:39,66 |
| Slalom gigant    | Marcel Hirscher                                                                  | 2:18,04                                                                          | Henrik Kristoffersen                                                                 | 2:19,31                                                                              | Alexis Pinturault                                                                                            | 2:19,35 |
| Supergigant      | Matthias Mayer                                                                   | 1:24,44                                                                          | Beat Feuz                                                                            | 1:24,57                                                                              | Kjetil Jansrud                                                                                               | 1:24,62 |
| Superkombinacja  | Marcel Hirscher                                                                  | 2:06.52                                                                          | Alexis Pinturault                                                                    | 2:06.75                                                                              | Victor Muffat-Jeandet                                                                                        | 2:07.54 |
| Kobiety          |                                                                                  |                                                                                  |                                                                                      |                                                                                      | | |
| Zjazd            | Sofia Goggia                                                                     | 1:39,22                                                                          | Ragnhild Mowinckel                                                                   | 1:39,31                                                                              | Lindsey Vonn                                                                                                 | 1:39,69 |
| Slalom           | Frida Hansdotter                                                                 | 1:38,63                                                                          | Wendy Holdener                                                                       | 1:38,68                                                                              | Katharina Gallhuber                                                                                          | 1:38,95 |
| Slalom gigant    | Mikaela Shiffrin                                                                 | 2:20,02                                                                          | Ragnhild Mowinckel                                                                   | 2:20,41                                                                              | Federica Brignone                                                                                            | 2:20,48 |
| Supergigant      | Ester Ledecká                                                                    | 1:21,11                                                                          | Anna Veith                                                                           | 1:21,12                                                                              | Tina Weirather                                                                                               | 1:21,22 |
| Superkombinacja  | Michelle Gisin                                                                   | 2:20,90                                                                          | Mikaela Shiffrin                                                                     | 2:21,87                                                                              | Wendy Holdener                                                                                               | 2:22,34 |
| Drużynowe        |                                                                                  |                                                                                  |                                                                                      |                                                                                      | | |
| Zawody drużynowe | Szwajcaria · Denise Feierabend · Wendy Holdener · Daniel Yule · Ramon Zenhäusern | Szwajcaria · Denise Feierabend · Wendy Holdener · Daniel Yule · Ramon Zenhäusern | Austria · Katharina Gallhuber · Katharina Liensberger · Michael Matt · Marco Schwarz | Austria · Katharina Gallhuber · Katharina Liensberger · Michael Matt · Marco Schwarz | Norwegia · Nina Haver-Løseth · Kristin Anna Lysdahl · Sebastian Foss Solevåg · Leif Kristian Nestvold-Haugen | Norwegia · Nina Haver-Løseth · Kristin Anna Lysdahl · Sebastian Foss Solevåg · Leif Kristian Nestvold-Haugen |